# كورولا إي 10
كورولا إي 10 (بالإنجليزية: Toyota Corolla)‏ هو الجيل الأول من سيارات كورولا التي أنتجتها شركة تويوتا في عام 1966 وباعتها تحت اسم كورولا. 
أُطلقت كورولا في اليابان في نوفمبر عام 1966 وكانت تنتجها شركة مبيعات يابانية تسمى Toyota Corolla Store. وقد ذكر إيجي تويودا المدير السابق لشركة تويوتا إن الأمر تطلب عملاً شاقًا لجعل السيارة مطلوبة من المجتمع المحلي . كان المنافسان الرئيسيان لسيارة كورولا إي 10 هما سيارة داتسون 1000 (تُعرف اليوم باسم نيسان صني) والتي أُنتجت قبل بضعة أشهر من إنتاج كورولا إي 10 وسيارة سوبارو 1000 التي أُنتجت في وقت سابق في مايو. بيعت سيارة تويوتا سبرينتر التي تعتبر توأم سيارة كورولا إي 10 عن طريق شركة مبيعات يابانية مختلفة تسمى Toyota Auto Store. تأثر تطوير سيارة كورولا إلى حد كبير بالنجاح والدروس المستفادة من سيارة أصغر أُنتجت سابقا تسمى تويوتا بوبليكا ، والتي استخدمت محركًا ثنائي الأسطوانات مبرد بالهواء ، مستوحى من سيارة سيتروين 2CV الفرنسية.